# Жарновјецко језеро
Жарновјецко језеро (пољ. Jezioro Żarnowieckie) је језеро у северној Пољској. Налази се у војводству Поморје, на Жарновјецкој низији. Површина језера је 1431 ha, дужина 7,6 km, ширина 2,6 km, а максимална дубина 16 m. Кроз језеро протиче тека Пјасњица. Дно језера се налази испод нивоа мора (криптодепресија).
У близини језера је започета изградња нуклеарне електране „Жарновјец“, али је градња прекинута 1990. 